# Po ogrodzie niech hula szarańcza
Po ogrodzie niech hula szarańcza – poemat Edwarda Stachury, wydany w 1968 roku przez Wydawnictwo Poznańskie.
Poemat jest jednym z pierwszych dzieł pisarza. Treść utworu jest opisem przeżyć oraz refleksji nad otaczającym światem, dokonywanych przez podmiot liryczny, z którym utożsamia się autor dzieła. Poglądy oraz problemy zawarte w tekście dotyczą próby wyrzeczenia się własnej osobowości, w celu osiągnięcia wiedzy, która odpowie na jego egzystencjalny lęk i pytania. Postacią towarzyszącą podmiotowi lirycznemu jest Witek, będący tak naprawdę Wincentym Różańskim, najbliższym przyjacielem pisarza. Razem z nim podmiot manifestuje swoją chęć wejścia w nieskończony świat wyobraźni, nawet za cenę porzucenia własnego rozumu. Podmiot wyraża pragnienie uzewnętrznienia swoich wizji poetyckich oraz poszukiwania metafizycznej tożsamości. Próbuje zrozumieć także głębię śmierci.